# Ni Yulan
Ni Yulan (倪玉兰) is burgerrechtenadvocaat in de Volksrepubliek China. Ni begon haar rechtenstudie in 1986 en richtte zich op het verdedigen van mensenrechten door minderheidsgroepen, zoals Falun Gong-beoefenaars en slachtoffers van gedwongen uitzetting, te verdedigen.
Ni begon haar mensenrechtenwerk in 2001, toen haar wijk in Peking gepland stond om te worden gesloopt om zo plaats te bieden aan de Olympische Spelen van 2008 in Peking. Ni organiseerde zich samen met de buurtbewoners om te proberen hun huizen te redden, of om een eerlijke vergoeding te eisen. In 2002 werd Ni gearresteerd tijdens het filmen van het slopen van het huis van een buurman. Ze verloor haar licentie om als advocaat te werken en werd veroordeeld tot een jaar gevangenisstraf. Als gevolg van foltering die ze in 2002 in de gevangenis moest ondergaan, werd Ni permanent gehandicapt en gebruikt ze nu een rolstoel. Al snel na de Olympische Spelen van 2008 in Peking werd Ni opnieuw gearresteerd wegens het pleiten voor ontheemde inwoners en werd ze veroordeeld tot twee jaar gevangenisstraf. Bij haar vrijlating werd ze zelf een slachtoffer van een huisuitzetting.
Op 7 april 2011 werden Ni en haar man (Dong Jiqin) door de politie vastgehouden als onderdeel van een hardhandig landelijk optreden tegen afwijkende meningen. In april 2012 werd Ni veroordeeld tot tweeënhalf jaar gevangenisstraf wegens ‘ordeverstoring’ en 'fraude'. Haar echtgenoot werd op dezelfde manier veroordeeld tot twee jaar voor het ‘veroorzaken van problemen'. In 2011 won Ni de Nederlandse Mensenrechtentulp, een jaarlijkse prijs uitgereikt door de Nederlandse overheid. Ni heeft deze prijs echter nooit in ontvangst kunnen nemen. Zelfs haar dochter mocht China niet verlaten om de prijs in haar naam in ontvangst te nemen.
In 2016 ontving ze de International Women of Courage Award.
 Op 11 oktober 2018 liet Ni aan verschillende instanties weten niet meer lastiggevallen te worden door de Chinese autoiriteiten.